# فرنسيس برستون بلير
فرنسيس برستون بلير (بالإنجليزية: Francis Preston Blair)‏ هو محرر وصحفي أمريكي، ولد في 12 أبريل 1791 في أبينغدون في الولايات المتحدة، وتوفي في 18 أكتوبر 1876 في سيلفر سبرينغ في الولايات المتحدة.

## وصلات خارجية
- فرنسيس برستون بلير على موقع الموسوعة البريطانية (الإنجليزية)
- فرنسيس برستون بلير على موقع إن إن دي بي (الإنجليزية)